# Прапор Пелта
Прапор Пелта був офіційно прийнятий як муніципальний прапор бельгійського муніципалітету Пелт в провінції Лімбург 28 червня 2019 року.

Офіційно прапор описується так: 
Одинадцять однаково високих смуг білого кольору, у клітинку червоно-білого, червоного, у клітинку жовто-червоного, жовтого, червоного, жовтого, червоного, жовтого, червоного та жовтого.
Прапор повністю заснований на муніципальному гербі і тому виглядає абсолютно однаково.

## Колишні прапори
Нерпельт і Оверпельт мали свої муніципальні прапори, поки їх не було додано до муніципалітету Пелт під час муніципальної реорганізації 2019 року.

Прапор Нерпелта
Прапор Оверпелта
Герб Пелта